# IIFA Award/Beste Tonmischung
Die Gewinner des IIFA Best Sound Re-Recording Award (seit 2012 umbenannt in Best Sound Mixing) waren:
| Jahr | Gewinner                    | Film                     | Deutscher Titel                                |
| ---- | --------------------------- | ------------------------ | ---------------------------------------------- |
| 2000 | Sushmita Sen                | Hum Dil De Chuke Sanam   | Ich gab Dir mein Herz, Geliebter               |
| 2001 | Hitendra Ghosh              | Jungle                   | Jungle (2000)                                  |
| 2002 | H. Shridhar                 | Lagaan                   | Lagaan – Es war einmal in Indien               |
| 2003 | Leslie Fernandes            | Devdas                   | Devdas – Flamme unserer Liebe                  |
| 2004 | Lesli - Anand Theatre       | L.O.C.-Kargil            | —                                              |
| 2005 | Anup Dev                    | Aitraaz                  | —                                              |
| 2006 | P. Balaraman                | Ashiq Banaye Aapne       | —                                              |
| 2007 | A. R. Rahman                | Rang De Basanti          | Rang De Basanti – Die Farbe Safran             |
| 2008 | Anuj Mathur                 | Chak De! India           | Chak De! India – Ein unschlagbares Team        |
| 2009 | Leslie Fernandes            | Race                     | Race                                           |
| 2010 | Anup Dev                    | 3 Idiots                 | 3 Idiots                                       |
| 2011 | Leslie Fernandes            | Dabangg                  | Dabangg                                        |
| 2012 | Anuj Mathur, Baylon Fonseca | Zindagi Na Milegi Dobara | Man lebt nur einmal – Zindagi Na Milegi Dobara |
| 2013 | Debajit Changmai            | Barfi!                   | Barfi – Liebe braucht keine Worte              |
| 2014 | Anup Dev                    | Chennai Express          | Chennai Express                                |
| 2014 | Pranav Shukla               | Bhaag Milkha Bhaag       | —                                              |